# Centrale nucleare di Ling Ao
La centrale nucleare di Ling Ao è una centrale nucleare cinese situata presso la città di Shenzhen, nella provincia del Guangdong e sorge di fianco alla centrale Guangdong (detta anche di Daya Bay).
La centrale ha due reattori PWR da 938 MW ognuno e due CPR1000 da 1000 MW ognuno.